# René Marcel Gruslin
Pour l’article homonyme, voir Robert Gruslin.
René Marcel Gruslin est un peintre, dessinateur et graveur français né le 21 juin 1910 à Montreuil (Seine-Saint-Denis) et mort le 17 janvier 1983 à Draveil (Essonne).

## Biographie
René Marcel Gruslin est élève d'André Devambez à l'École nationale supérieure des beaux-arts de Paris.
Installé au 3, rue Vercingétorix dans le 14e arrondissement de Paris, il est cité comme ayant également fréquenté l'Académie Julian, puis comme ayant œuvré à des peintures murales pour des églises.

## Expositions
- Salon des artistes français et Salon des indépendants, Paris, à partir de 1931[1].
- Salon des Tuileries, musée d'Art moderne de la ville de Paris, juin-juillet 1944[2].

## Vente publique
- Vente de l'atelier René Marcel Guslin, Paris, hôtel Drouot, 18 janvier 1984[5].

## Réception critique
- « L'œuvre évoque irrésistiblement Raoul Dufy […] Il appartient à cette École de Paris si vivante entre les deux guerres. Paysages, natures mortes, quelques portraits, Gruslin s'intéresse à tous les sujets. À la fin de sa vie, il évoluera vers l'abstraction. » - Françoise de Perthuis[5]
- « Gruslin passe d'abord par une assez brève période figurative classique. Il trouve son style personnel qui se rattache au mouvement de l'École de Paris, plus particulièrement au graphisme de l'entourage de Raoul Dufy. Sa préférence va à la nature morte, mais Gruslin traite aussi les scènes de genre, les personnages et le paysage. Vers la fin de sa vie, Gruslin adapte ses sujets à l'abstraction. Malgré cette synthétisation, ses peintures présentent une parenté avec sa première période. » - Jean-Pierre Camard[6]